# Don’t Tread on Me
Don’t Tread on Me ist ein Lied der US-amerikanischen Heavy-Metal-Band Metallica.

## Entstehung und Inhalt
Das Lied wurde vom Sänger James Hetfield und dem Schlagzeuger Lars Ulrich geschrieben und bezieht sich auf die Inschrift der Gadsden flag, die während des Amerikanischen Unabhängigkeitskrieges verwendet wurde. Die Inschrift „Don’t Tread on Me“ lässt sich mit „Tritt nicht auf mich!“ übersetzen. Am Anfang des Liedes wird eine Sequenz des Liedes America aus Leonard Bernsteins Musical West Side Story zitiert. Textlich geht es laut James Hetfield darum, dass es „keinen besseren Ort für einen Amerikaner gibt als die Vereinigten Staaten, ganz gleich wie kaputt oder korrupt die Regierung ist“. Gitarrist Kirk Hammett bezeichnet den Liedtitel als Überschrift über die Bandkarriere.

Die Gadsden flag

„Wir waren immer unabhängig und machten, was wir wollten. Der Songtitel soll verdeutlichen, dass wir uns von nichts und niemandem einengen lassen. Wer das versucht, bekommt Probleme.“

Der Text des Liedes ist laut James Hetfield eine Reaktion auf die anti-amerikanischen Texte des Vorgängeralbums …And Justice for All. Hetfield bezieht sich unter anderem auf Patrick Henrys berühmtes Zitat „Give me Liberty, or give me Death!“ („Gebt mir Freiheit oder gebt mir den Tod!“) sowie das lateinische Sprichwort „Si vis pacem para bellum“ („Wenn du (den) Frieden willst, bereite (den) Krieg vor.“). Aufgenommen wurde das Lied in den One-on-One-Studios in North Hollywood. Produziert wurde der Titel von Bob Rock, James Hetfield und Lars Ulrich. Das Lied wurde als Promo-Single veröffentlicht.

## Rezeption
Da das Lied nur als Promo-Single veröffentlicht wurde, erlangte es keine Chartplatzierungen. Der Journalist John J. Miller vom konservativen Nachrichtenmagazin National Review platzierte Don’t Tread on Me auf Platz neun seiner Liste der 50 größten konservativen Rocksongs. Miller pries das Lied als „einen Tribut an die Doktrin des Friedens durch innere Stärke“.

## Puma-Zwischenfall
Im Juli 2019 ging die Kanadierin Dee Galant mit ihrem Hund in der Nähe der Stadt Duncan spazieren, als sie dort auf einen Puma traf. Dieser ließ sich zunächst durch Rufe und Bewegungen nicht verscheuchen und kam immer näher. Galant nahm daraufhin ihr Smartphone und spielte das Lied Don’t Tread on Me auf voller Lautstärke, wodurch der Puma das Weite suchte. Nachdem der Vorfall über die Medien verbreitet wurde, erhielt Dee Galant laut CTV einen persönlichen Anruf von James Hetfield. Auch Metallica profitierten von dem Vorfall. Laut YouTube stiegen die Streams des Liedes um 1500 Prozent an.

## Auszeichnungen für Musikverkäufe
| Land/Region               | Auszeichnungen für Musikverkäufe (Land/Region, Auszeichnung, Verkäufe) | Verkäufe |
| ------------------------- | ---------------------------------------------------------------------- | -------- |
| Vereinigte Staaten (RIAA) | Gold                                                                   | 500.000  |
| Insgesamt                 | 1× Gold ·                                                              | 500.000  |

Hauptartikel: Metallica/Auszeichnungen für Musikverkäufe

## Coverversionen
Anlässlich des 30. Jubiläums des Albums Metallica wurde das Tributealbum The Metallica Blacklist veröffentlicht, auf dem 53 Künstler aus verschiedenen Genres die zwölf Lieder des Albums covern. Don’t Tread on Me wurde dabei von SebastiAn, Portugal. The Man und Volbeat bearbeitet.